# Sigmund Scherdel

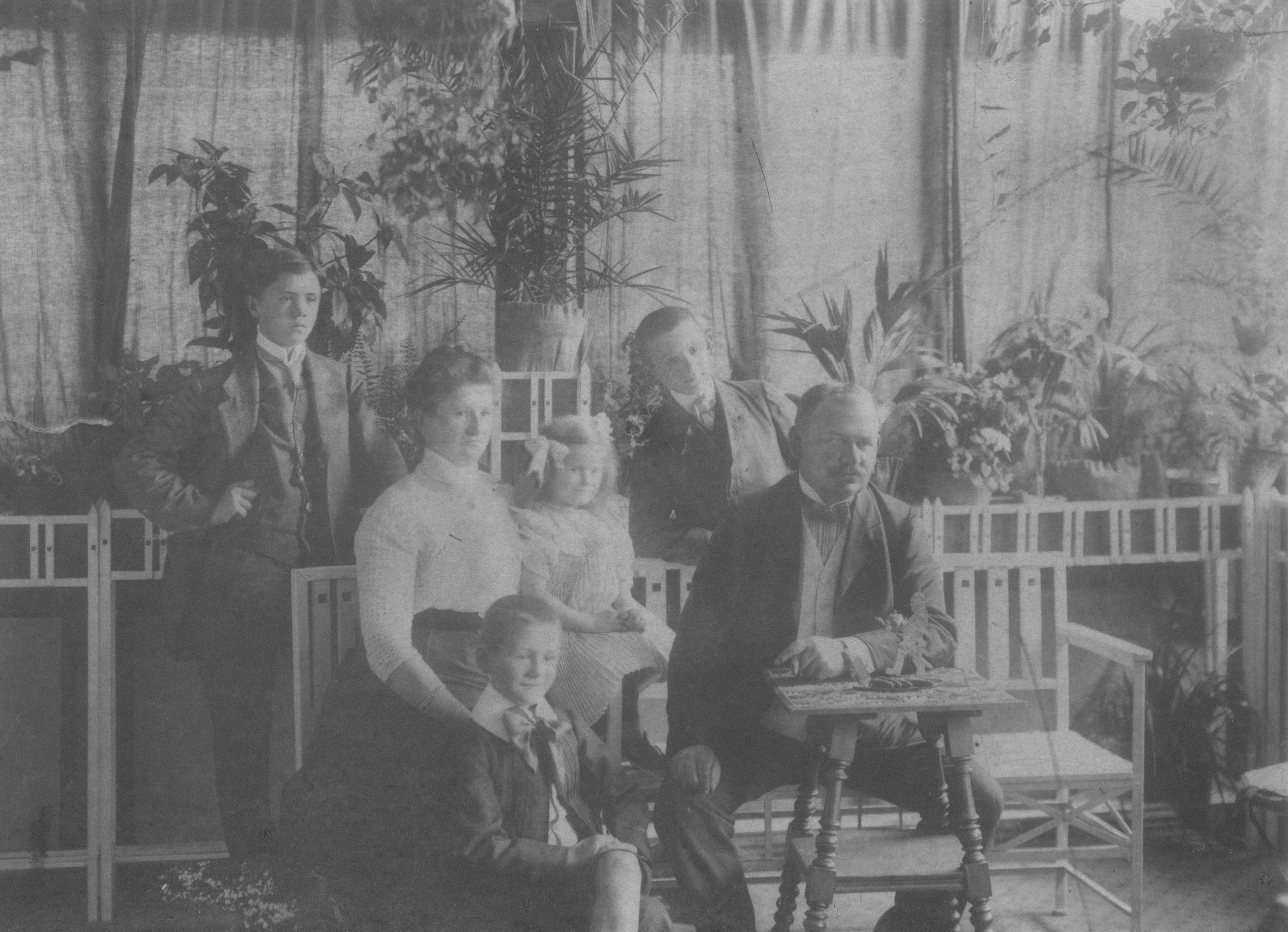
Sigmund Scherdel im Kreise seiner Familie

Sigmund Scherdel (* 3. Mai 1859 in Schwarzenbach an der Saale; † 19. Dezember 1936 in Marktredwitz) war Unternehmensgründer der Scherdel GmbH mit Firmensitz in der oberfränkischen Stadt Marktredwitz.
Sigmund Scherdel stammte aus einer Bäckerfamilie, die in der Zeit der Industrialisierung an der Gründung mehrerer Firmen beteiligt war. Seine Eltern waren Bernhard Scherdel (1809–1866), der in Schwarzenbach an der Saale als Bäcker, Brauer und Mälzer arbeitete und Christina, geborene Steinert (1822–1883). Er heiratete 1891 Margarethe aus der Schwarzenbacher Fabrikantenfamilie Goller, mit der die Familie Scherdel durch Heirat mehrfach verbunden ist. Sigmund Scherdels Bruder Bernhard Scherdel ist der Gründer der Spiritus- und Presshefefabrik Scheibe & Scherdel in Schwarzenbach und Oberkotzau, Onkel und Cousin sind die Gründer der Hofer Bierbrauerei Scherdel.
Scherdel besuchte die Landwirtschaftsschule Triesdorf und führte zunächst einen landwirtschaftlichen Betrieb in Schwarzenbach. Er gründete 1890 zusammen mit dem Berger Ingenieur Friedrich Weiß in Marktredwitz die Drahtzieherei Scherdel & Weiß für Klaviersaiten. Nach der Pariser Weltausstellung von 1900 erschloss sich Scherdel einen Exportmarkt in Europa und Amerika. Der Firma gelangen immer wieder technische Innovationen und eine Erweiterung der Produktpalette. So belieferte sie die Nürnberger Fahrradindustrie mit Federn und anderen Einzelteilen. Zunehmend gewannen Ventilfedern für die Kraftfahrzeug- und Flugzeugherstellung an Bedeutung, auch die Rennwagen von Daimler-Benz waren mit ihnen ausgestattet. Im Ersten Weltkrieg wurden kriegsbedingt vorrangig Zünderfedern hergestellt. 1920 erhielt Sigmund Scherdel den Ehrentitel eines bayerischen Kommerzienrates. Seit 1900 war er Alleininhaber der Firma, ihm folgten seine Söhne nach, die ebenfalls Fortschritte in der Herstellung technischer Federn erzielten. Die Scherdel GmbH ist in diesem Bereich immer noch ein führendes Unternehmen. In Marktredwitz ist die Scherdelstraße nach Sigmund Scherdel benannt.